# Boisset-et-Gaujac
Pour les articles homonymes, voir Boisset et Gaujac.
Boisset-et-Gaujac est une commune française située dans le centre du département du Gard en région Occitanie.
Exposée à un climat méditerranéen, elle est drainée par le Gard, le ruisseau de l'Ourne, le ruisseau de Grimoux et par un autre cours d'eau. La commune possède un patrimoine naturel remarquable : un site Natura 2000 (les « falaises d'Anduze ») et trois zones naturelles d'intérêt écologique, faunistique et floristique.
Boisset-et-Gaujac est une commune rurale qui compte 2 621 habitants en 2022, après avoir connu une forte hausse de la population depuis 1962. Elle est dans l'agglomération d'Alès et fait partie de l'aire d'attraction d'Alès. Ses habitants sont appelés les Boissetains ou  Boissetaines.
Le patrimoine architectural de la commune comprend un immeuble protégé au titre des monuments historiques : le prieuré Notre-Dame-du-Colombier de Gaujac, inscrit en 1998.

## Géographie
| Générargues | Bagard                |                      |
| Anduze      | Boisset-et-Gaujac     | Ribaute-les-Tavernes |
| Tornac      | Massillargues-Attuech | Lézan                |

### Climat
Pour des articles plus généraux, voir Climat de l'Occitanie et Climat du Gard.
En 2010, le climat de la commune est de type climat méditerranéen franc, selon une étude s'appuyant sur une série de données couvrant la période 1971-2000. En 2020, Météo-France publie une typologie des climats de la France métropolitaine dans laquelle la commune est exposée à un climat méditerranéen et est dans la région climatique Provence, Languedoc-Roussillon, caractérisée par une pluviométrie faible en été, un très bon ensoleillement (2 600 h/an), un été chaud (21,5 °C), un air très sec en été, sec en toutes saisons, des vents forts (fréquence de 40 à 50 % de vents > 5 m/s) et peu de brouillards.
Pour la période 1971-2000, la température annuelle moyenne est de 13,8 °C, avec une amplitude thermique annuelle de 17,2 °C. Le cumul annuel moyen de précipitations est de 1 052 mm, avec 7,2 jours de précipitations en janvier et 3,5 jours en juillet. Pour la période 1991-2020, la température moyenne annuelle observée sur la station météorologique la plus proche, située sur la commune de Cardet à 5 km à vol d'oiseau, est de 14,6 °C et le cumul annuel moyen de précipitations est de 974,6 mm,. Pour l'avenir, les paramètres climatiques de la commune estimés pour 2050 selon différents scénarios d'émission de gaz à effet de serre sont consultables sur un site dédié publié par Météo-France en novembre 2022.

### Milieux naturels et biodiversité

#### Réseau Natura 2000

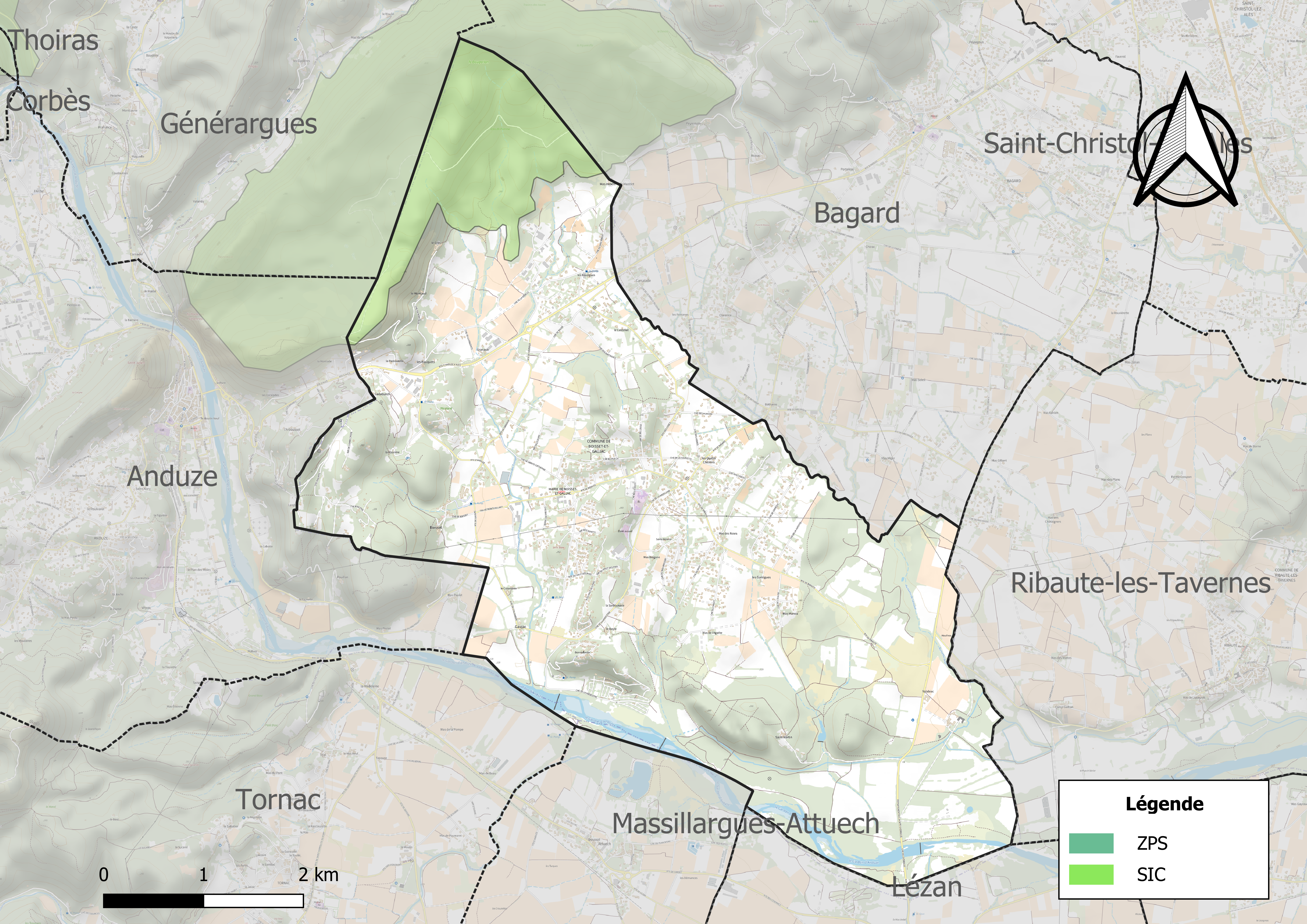
Site Natura 2000 sur le territoire communal.

Le réseau Natura 2000 est un réseau écologique européen de sites naturels d'intérêt écologique élaboré à partir des directives habitats et oiseaux, constitué de zones spéciales de conservation (ZSC) et de zones de protection spéciale (ZPS).
Un site Natura 2000 a été défini sur la commune au titre de la directive habitats : les « falaises d'Anduze », d'une superficie de 535 ha, un site d'escarpements calcaires, situé au pied des Cévennes en majorité siliceuse avec une riche flore rupestre dont une endémique (Centaurea maculosa subsp. albida) et des milieux rocheux d'éboulis.

#### Zones naturelles d'intérêt écologique, faunistique et floristique
L’inventaire des zones naturelles d'intérêt écologique, faunistique et floristique (ZNIEFF) a pour objectif de réaliser une couverture des zones les plus intéressantes sur le plan écologique, essentiellement dans la perspective d’améliorer la connaissance du patrimoine naturel national et de fournir aux différents décideurs un outil d’aide à la prise en compte de l’environnement dans l’aménagement du territoire.
Deux ZNIEFF de type 1 sont recensées sur la commune :
la « corniche de Peyremale et écaille du Mas Pestel » (787 ha), couvrant 4 communes du département, et 
le « Gardon d'Anduze et Gardon » (461 ha), couvrant 11 communes du département
et une ZNIEFF de type 2, : 
la « vallée moyenne des Gardons » (1 848 ha), couvrant 24 communes du département.

Carte des ZNIEFF de type 1 et 2 à Boisset-et-Gaujac.
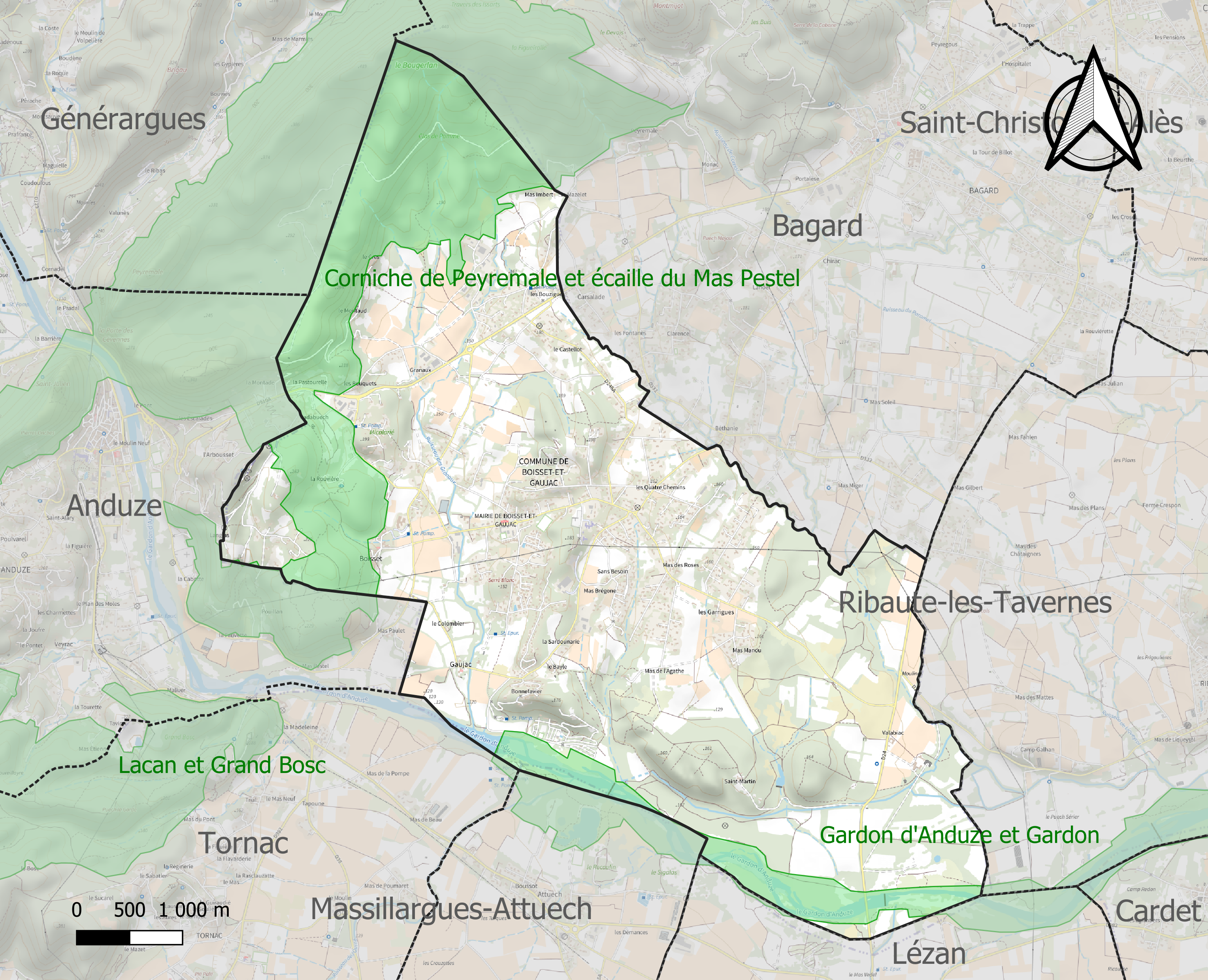
Carte des ZNIEFF de type 1 sur la commune.
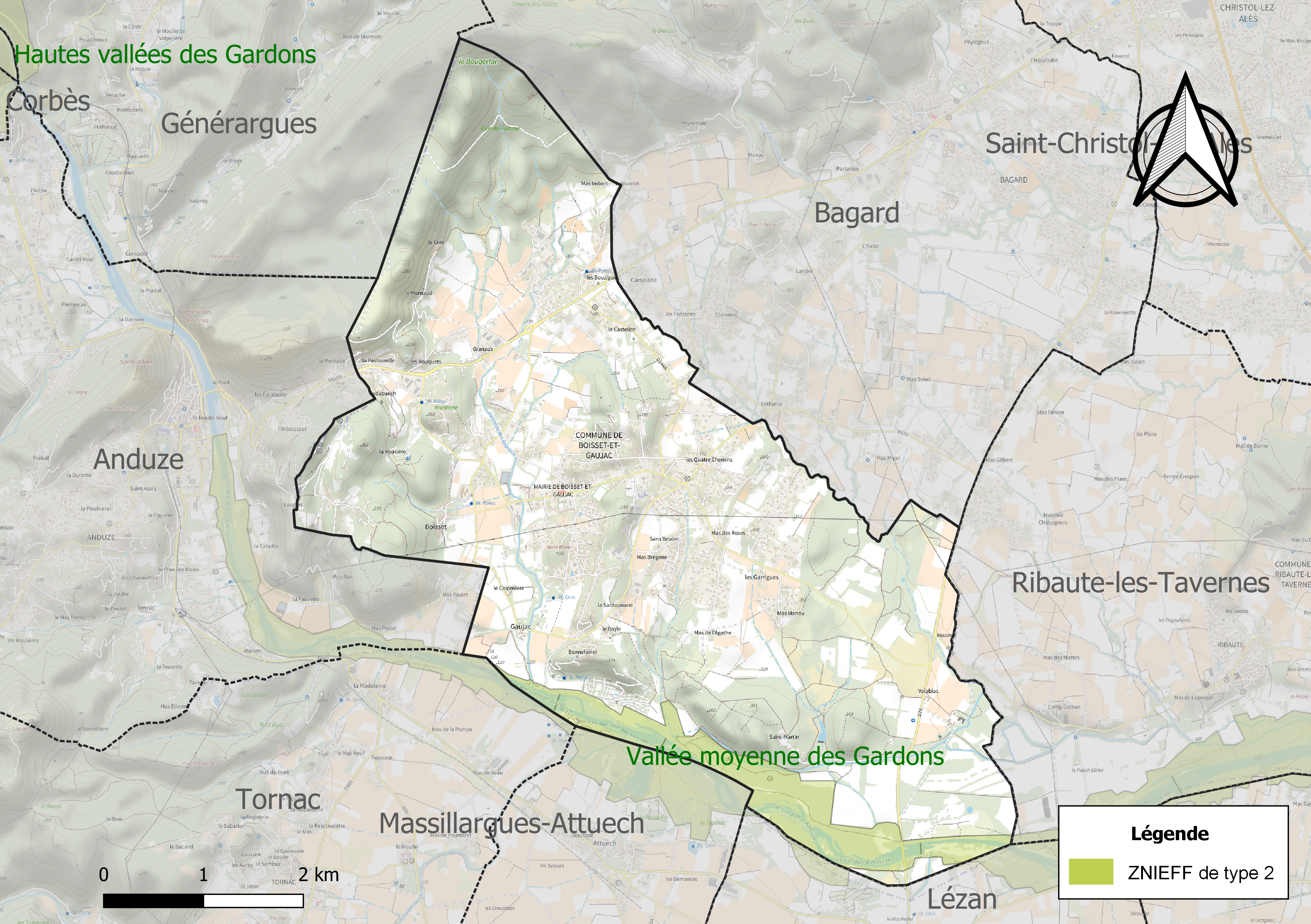
Carte de la ZNIEFF de type 2 sur la commune.

## Urbanisme

### Typologie
Au 1er janvier 2024, Boisset-et-Gaujac est catégorisée bourg rural, selon la nouvelle grille communale de densité à sept niveaux définie par l'Insee en 2022.
Elle appartient à l'unité urbaine d'Alès, une agglomération intra-départementale regroupant 22  communes, dont elle est une commune de la banlieue,,. Par ailleurs la commune fait partie de l'aire d'attraction d'Alès, dont elle est une commune de la couronne,. Cette aire, qui regroupe 64 communes, est catégorisée dans les aires de 50 000 à moins de 200 000 habitants,.

### Occupation des sols
L'occupation des sols de la commune, telle qu'elle ressort de la base de données européenne d’occupation biophysique des sols Corine Land Cover (CLC), est marquée par l'importance des territoires agricoles (50,5 % en 2018), en diminution par rapport à 1990 (54,1 %). La répartition détaillée en 2018 est la suivante : 
zones agricoles hétérogènes (33,5 %), milieux à végétation arbustive et/ou herbacée (23,6 %), cultures permanentes (16,9 %), forêts (14,3 %), zones urbanisées (11,6 %). L'évolution de l’occupation des sols de la commune et de ses infrastructures peut être observée sur les différentes représentations cartographiques du territoire : la carte de Cassini (XVIIIe siècle), la carte d'état-major (1820-1866) et les cartes ou photos aériennes de l'IGN pour la période actuelle (1950 à aujourd'hui).

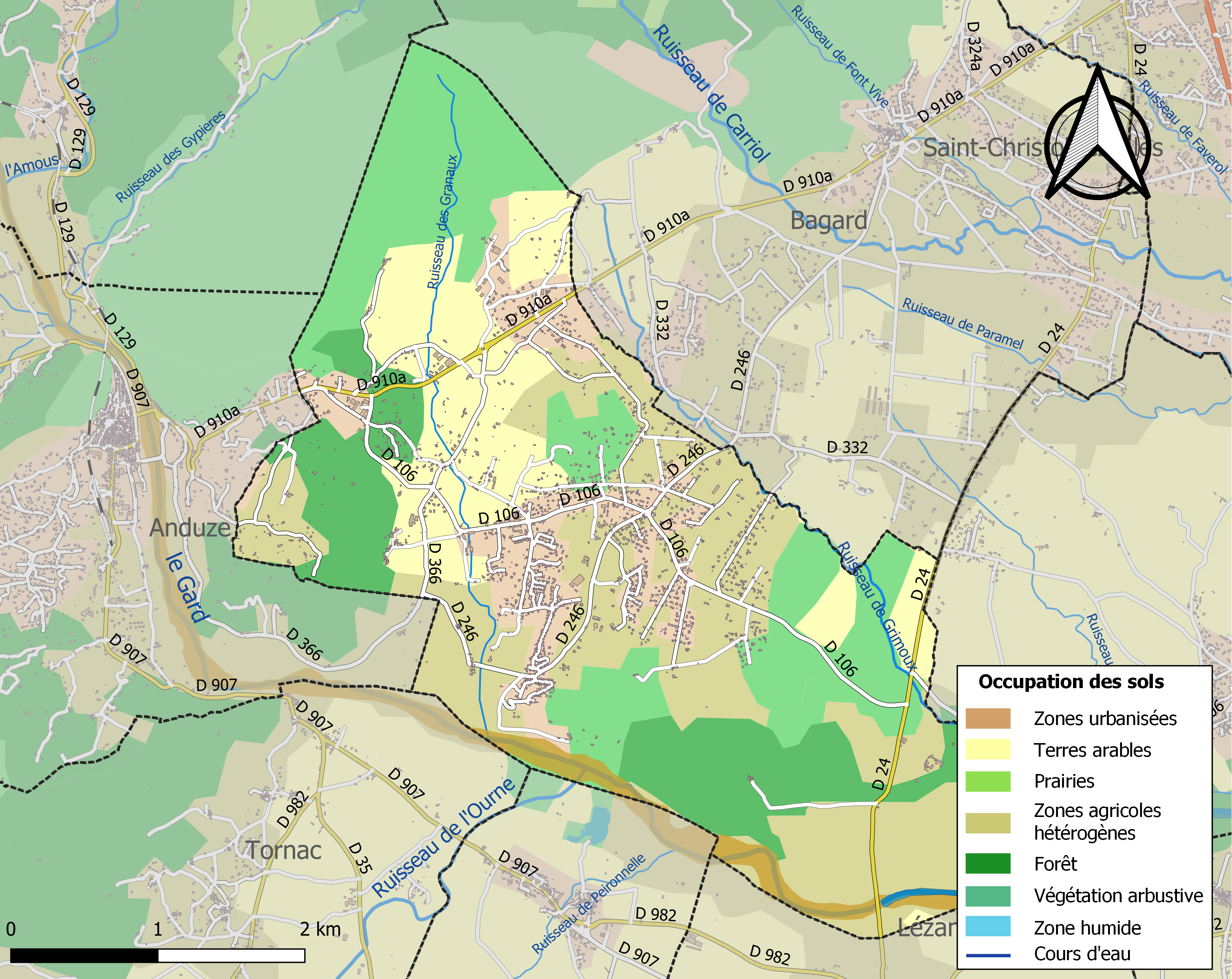
Carte des infrastructures et de l'occupation des sols de la commune en 2018 (CLC).

### Risques majeurs
Le territoire de la commune de Boisset-et-Gaujac est vulnérable à différents aléas naturels : météorologiques (tempête, orage, neige, grand froid, canicule ou sécheresse), inondations, feux de forêts et séisme (sismicité faible). Il est également exposé à deux risques technologiques,  le transport de matières dangereuses et  le risque industriel, et à un risque particulier : le risque de radon. Un site publié par le BRGM permet d'évaluer simplement et rapidement les risques d'un bien localisé soit par son adresse soit par le numéro de sa parcelle.

#### Risques naturels
La commune fait partie du territoire à risques importants d'inondation (TRI) d'Alès, regroupant 37 communes autour d'Alès, un des 31 TRI qui ont été arrêtés fin 2012 sur le bassin Rhône-Méditerranée, retenu au regard des risques de débordements de la Cèze et des Gardons. Parmi les dernières crues significatives qui ont touché le territoire figurent celles de 1958 et de septembre 2002. Des cartes des surfaces inondables ont été établies pour trois scénarios : fréquent (crue de temps de retour de 10 ans à 30 ans), moyen (temps de retour de 100 ans à 300 ans) et extrême (temps de retour de l'ordre de 1 000 ans, qui met en défaut tout système de protection),. La commune a été reconnue en état de catastrophe naturelle au titre des dommages causés par les inondations et coulées de boue survenues en 1982, 1994, 1995, 2001, 2002, 2014 et 2020,.

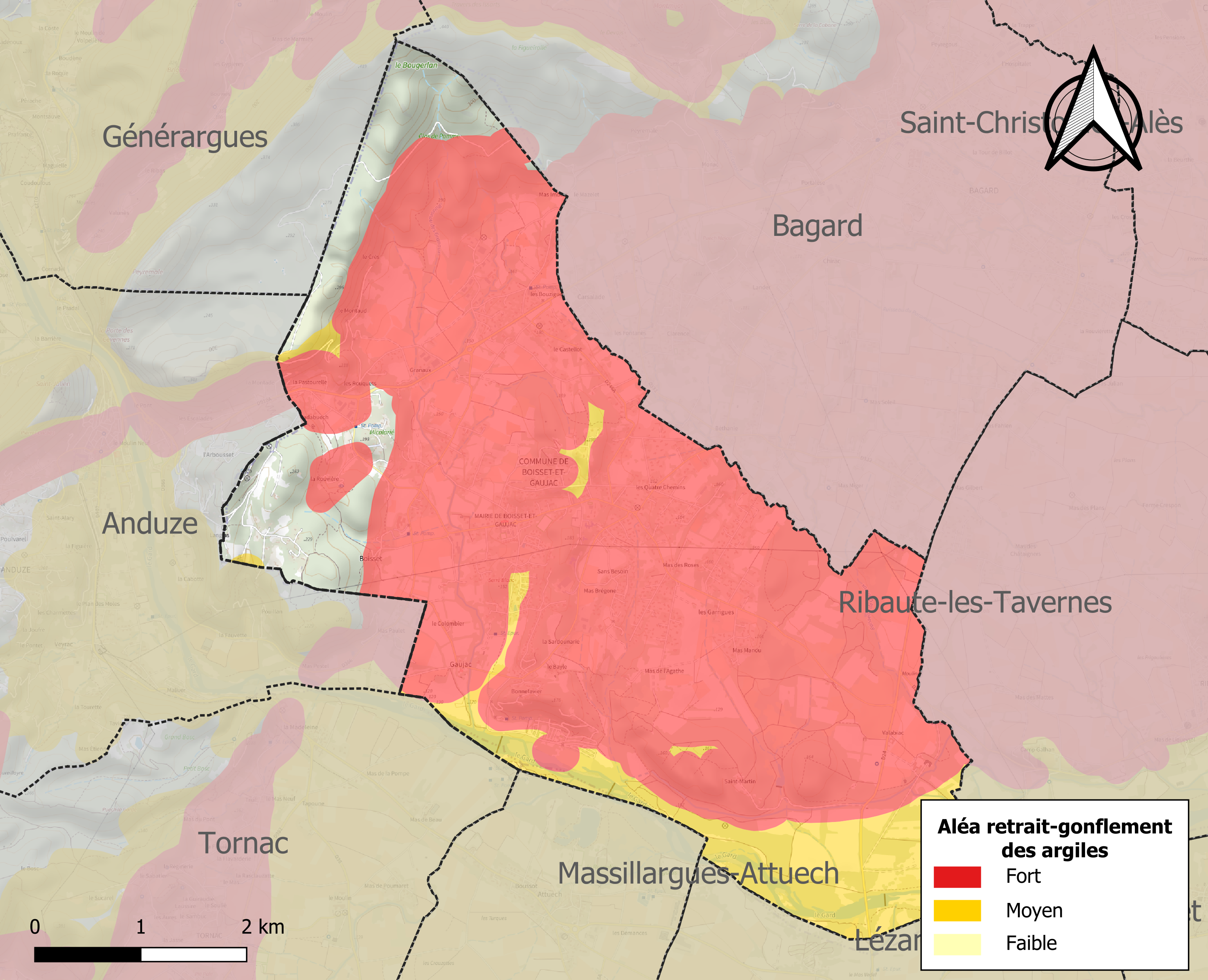
Carte des zones d'aléa retrait-gonflement des sols argileux de Boisset-et-Gaujac.

Le retrait-gonflement des sols argileux est susceptible d'engendrer des dommages importants aux bâtiments en cas d’alternance de périodes de sécheresse et de pluie. 88,7 % de la superficie communale est en aléa moyen ou fort (67,5 % au niveau départemental et 48,5 % au niveau national). Sur les 1 041 bâtiments dénombrés sur la commune en 2019, 1002 sont en aléa moyen ou fort, soit 96 %, à comparer aux 90 % au niveau départemental et 54 % au niveau national. Une cartographie de l'exposition du territoire national au retrait gonflement des sols argileux est disponible sur le site du BRGM,.
Par ailleurs, afin de mieux appréhender le risque d’affaissement de terrain, l'inventaire national des cavités souterraines permet de localiser celles situées sur la commune.

#### Risques technologiques
La commune est exposée au risque industriel du fait de la présence sur son territoire d'une entreprise soumise à la directive européenne SEVESO.
Le risque de transport de matières dangereuses sur la commune est lié à sa traversée par des infrastructures routières ou ferroviaires importantes ou la présence d'une canalisation de transport d'hydrocarbures. Un accident se produisant sur de telles infrastructures est en effet susceptible d’avoir des effets graves au bâti ou aux personnes jusqu’à 350 m, selon la nature du matériau transporté. Des dispositions d’urbanisme peuvent être préconisées en conséquence.

#### Risque particulier
Dans plusieurs parties du territoire national, le radon, accumulé dans certains logements ou autres locaux, peut constituer une source significative d’exposition de la population aux rayonnements ionisants. Certaines communes du département sont concernées par le risque radon à un niveau plus ou moins élevé. Selon la classification de 2018, la commune de Boisset-et-Gaujac est classée en zone 2, à savoir zone à potentiel radon faible mais sur lesquelles des facteurs géologiques particuliers peuvent faciliter le transfert du radon vers les bâtiments.

## Histoire

### Antiquité
Boisset porte des vestiges : oppidum et voie romaine.

### Moyen Âge
Boisset-et-Gaujac dépendait de la viguerie d'Anduze, du diocèse d'Alès et de la sénéchaussée de Nîmes et Beaucaire.

### Ancien Régime
Le château de Lascours date du XVIe siècle. L'ancienne église Notre-Dame de Gaujac, d'origine romane, fut incendiée en 1703.

## Politique et administration

### Liste des maires
| Période                                  | Période   | Identité        | Étiquette    | Qualité                                                                 |
| ---------------------------------------- | --------- | --------------- | ------------ | ----------------------------------------------------------------------- |
| 1965                                     | 1995      | Pierre Bassoul  | SFIO puis PS | Conseiller général du Canton d'Anduze de 1976 à 2000                    |
| 1995                                     | mars 2014 | Jack Brousse    | DVD          |                                                                         |
| mars 2014                                | En cours  | Gérard Reverget | SE           | Retraité réélu lors de l'élection municipale partielle du 26 août 2018. |
| Les données manquantes sont à compléter. |           |                 |              |                                                                         |

## Population et société

### Démographie
L'évolution du nombre d'habitants est connue à travers les recensements de la population effectués dans la commune depuis 1793. Pour les communes de moins de 10 000 habitants, une enquête de recensement portant sur toute la population est réalisée tous les cinq ans, les populations de référence des années intermédiaires étant quant à elles estimées par interpolation ou extrapolation. Pour la commune, le premier recensement exhaustif entrant dans le cadre du nouveau dispositif a été réalisé en 2004.

En 2022, la commune comptait 2 621 habitants, en évolution de +3,11 % par rapport à 2016 (Gard : +2,97 %, France hors Mayotte : +2,11 %).
| 1793 | 1800 | 1806 | 1821 | 1831 | 1836 | 1841 | 1846 | 1851 |
| ---- | ---- | ---- | ---- | ---- | ---- | ---- | ---- | ---- |
| 244  | 155  | 160  | 190  | 271  | 304  | 356  | 431  | 532  |

| 1856 | 1861 | 1866 | 1872 | 1876 | 1881 | 1886 | 1891 | 1896 |
| ---- | ---- | ---- | ---- | ---- | ---- | ---- | ---- | ---- |
| 548  | 575  | 587  | 575  | 549  | 531  | 551  | 527  | 538  |

| 1901 | 1906 | 1911 | 1921 | 1926 | 1931 | 1936 | 1946 | 1954 |
| ---- | ---- | ---- | ---- | ---- | ---- | ---- | ---- | ---- |
| 513  | 516  | 505  | 469  | 446  | 472  | 400  | 349  | 502  |

| 1962 | 1968 | 1975 | 1982  | 1990  | 1999  | 2004  | 2006  | 2009  |
| ---- | ---- | ---- | ----- | ----- | ----- | ----- | ----- | ----- |
| 553  | 711  | 918  | 1 106 | 1 548 | 1 787 | 2 110 | 2 204 | 2 302 |

| 2014  | 2019  | 2022  | - | - | - | - | - | - |
| ----- | ----- | ----- | - | - | - | - | - | - |
| 2 499 | 2 552 | 2 621 | - | - | - | - | - | - |

## Économie

### Revenus
En 2018  (données Insee publiées en septembre 2021), la commune compte 1 026 ménages fiscaux, regroupant 2 506 personnes. La médiane du revenu disponible par unité de consommation est de 19 730 € (20 020 € dans le département). 41 % des ménages fiscaux sont imposés (43,9 % dans le département).

### Emploi
|                | 2008   | 2013   | 2018   |
| -------------- | ------ | ------ | ------ |
| Commune        | 9 %    | 11,1 % | 10,3 % |
| Département    | 10,6 % | 12 %   | 12 %   |
| France entière | 8,3 %  | 10 %   | 10 %   |

En 2018, la population âgée de 15 à 64 ans s'élève à 1 440 personnes, parmi lesquelles on compte 69,6 % d'actifs (59,3 % ayant un emploi et 10,3 % de chômeurs) et 30,4 % d'inactifs,. Depuis 2008, le taux de chômage communal (au sens du recensement) des 15-64 ans est inférieur à celui du département, mais supérieur à celui de la France.
La commune fait partie de la couronne de l'aire d'attraction d'Alès, du fait qu'au moins 15 % des actifs travaillent dans le pôle,. Elle compte 503 emplois en 2018, contre 463 en 2013 et 479 en 2008. Le nombre d'actifs ayant un emploi résidant dans la commune est de 874, soit un indicateur de concentration d'emploi de 57,6 % et un taux d'activité parmi les 15 ans ou plus de 49,1 %.
Sur ces 874 actifs de 15 ans ou plus ayant un emploi, 215 travaillent dans la commune, soit 25 % des habitants. Pour se rendre au travail, 93,4 % des habitants utilisent un véhicule personnel ou de fonction à quatre roues, 1,5 % les transports en commun, 2,1 % s'y rendent en deux-roues, à vélo ou à pied et 3 % n'ont pas besoin de transport (travail au domicile).

### Activités hors agriculture

#### Secteurs d'activités
256 établissements sont implantés  à Boisset-et-Gaujac au 31 décembre 2019. Le tableau ci-dessous en détaille le nombre par secteur d'activité et compare les ratios avec ceux du département,.
| Secteur d'activité                                                                                        | Commune | Commune | Département |
| Secteur d'activité                                                                                        | Nombre  | %       | %           |
| --- | ------- | ------- | ----------- |
| Ensemble                                                                                                  | 256     | 100 %   | (100 %)     |
| Industrie manufacturière, industries extractives et autres                                                | 24      | 9,4 %   | (7,9 %)     |
| Construction                                                                                              | 73      | 28,5 %  | (15,5 %)    |
| Commerce de gros et de détail, transports, hébergement et restauration                                    | 55      | 21,5 %  | (30 %)      |
| Information et communication                                                                              | 5       | 2 %     | (2,2 %)     |
| Activités financières et d'assurance                                                                      | 6       | 2,3 %   | (3 %)       |
| Activités immobilières                                                                                    | 7       | 2,7 %   | (4,1 %)     |
| Activités spécialisées, scientifiques et techniques et activités de services administratifs et de soutien | 43      | 16,8 %  | (14,9 %)    |
| Administration publique, enseignement, santé humaine et action sociale                                    | 29      | 11,3 %  | (13,5 %)    |
| Autres activités de services                                                                              | 14      | 5,5 %   | (8,8 %)     |

Le secteur de la construction est prépondérant sur la commune puisqu'il représente 28,5 % du nombre total d'établissements de la commune (73 sur les 256 entreprises implantées  à Boisset-et-Gaujac), contre 15,5 % au niveau départemental.

#### Entreprises et commerces
Les cinq entreprises ayant leur siège social sur le territoire communal qui génèrent le plus de chiffre d'affaires en 2020 sont : 
- Entreprise Rene Benoi Et Fils, construction de réseaux pour fluides (3 861 k€) ;
- Satujo Ingenierie, ingénierie, études techniques (2 448 k€) ;
- J.durand Automobiles, commerce de voitures et de véhicules automobiles légers (1 082 k€) ;
- Domaine De Gaujac, terrains de camping et parcs pour caravanes ou véhicules de loisirs (544 k€) ;
- Brante Forages, forages et sondages (542 k€).

### Agriculture
La commune est dans les Garrigues, une petite région agricole occupant le centre du département du Gard. En 2020, l'orientation technico-économique de l'agriculture  sur la commune est la polyculture et/ou le polyélevage. 
|               | 1988 | 2000 | 2010 | 2020 |
| ------------- | ---- | ---- | ---- | ---- |
| Exploitations | 36   | 23   | 16   | 12   |
| SAU (ha)      | 488  | 351  | 268  | 235  |

Le nombre d'exploitations agricoles en activité et ayant leur siège dans la commune est passé de 36 lors du recensement agricole de 1988  à 23 en 2000 puis à 16 en 2010 et enfin à 12 en 2020, soit une baisse de 67 % en 32 ans. Le même mouvement est observé à l'échelle du département qui a perdu pendant cette période 61 % de ses exploitations,. La surface agricole utilisée sur la commune a également diminué, passant de 488 ha en 1988 à 235 ha en 2020. Parallèlement la surface agricole utilisée moyenne par exploitation a augmenté, passant de 14 à 20 ha.

## Culture locale et patrimoine

### Édifices civils
- Château de Lascours, du XVIe siècle, remanié au XIXe siècle.

### Édifices religieux
- Temple protestant de Boisset.
- Église Saint-Saturnin de Boisset-et-Gaujac[35].
- Prieuré Notre-Dame du Colombier de Gaujac[36]. L'église du 12e siècle, le prieuré du 18e siècle attenant au nord ont été inscrits au titre des monuments historiques en 1998[37].

### Personnalités liées à la commune
- Jérôme Reynaud de Bologne de Lascours, né en 1761 à Gaujac, député et président du Corps législatif.
- Fortuné Reynaud de Bologne de Lascours, né en 1786 à Gaujac, fils du précédent, député et pair de France.
- Alfred de Montvaillant (1826-1906), poète et félibre né à Anduze, fut propriétaire du château de Montvaillant situé à Boisset-et-Gaujac et maire de la commune.
- Will Teyssedou, pianiste, accordéoniste, guitariste, organiste, fondateur du groupe de rock progressif Shirkers, et élève unique recruté par William Sheller afin de lui transmettre son savoir musical hérité de Franz Liszt via Camille Saint-Saens, Gabriel Fauré et Yves Margat (auteur d'ouvrages d'harmonie et maître de William Sheller).

## Héraldique
| Blason de Boisset-et-Gaujac | Blason  | D'azur aux trois buis arrachés d'or. |
| Blason de Boisset-et-Gaujac | Détails |                                      |